# Geriatrik
Geriatrik är läran om åldrandets sjukdomar. Specialistläkare inom detta område benämns geriatriker och är inriktade mot att undersöka och behandla åldrandets sjukdomar. Den viktigaste patientgruppen för en geriatriker är äldre, sköra patienter med ett flertal oftast kroniska sjukdomar. I takt med att världens befolkning åldras så ökar denna patientgrupp kraftigt nu och under de kommande decennierna.
På landsortssjukhusen inriktas geriatrikerns arbetsområde mot utredning och behandling av neurodegenerativa sjukdomar som demens, rehabilitering av äldre patienter efter till exempel ortopedisk kirurgi eller stroke, samt omvårdnadssocial planering. Här är ofta de geriatriska klinikerna en del av de allmänna invärtesmedicinska klinikerna, med inga eller endast ett fåtal sängar reserverade för patientgruppen.
I storstäderna arbetar geriatrikern utöver demensutredningarna och rehabiliteringsinsatserna, också med akut omhändertagande av äldre (t.ex. i åldrar över 65 år) med invärtesmedicinska eller psykiatriska åkommor. Särskilt i Stockholm är geriatriken mycket utbyggd med relativt stora kliniker.
På en del orter har de geriatriska klinikerna också ansvar för palliativ vård, inklusive den avancerade hemsjukvården och hospisvård (vård i livets slutskede).